# Werner Schnyder
Werner Schnyder (* 26. Mai 1899 in Zürich; † 26. März 1974 in Wallisellen) war ein Schweizer Historiker und Archivar.

## Leben und Wirken
Werner Schnyder studierte Geschichte und Germanistik an der Universität Zürich. Er promovierte dort 1925 bei Hans Nabholz. Ab 1937 bis zum Eintritt in den Ruhestand war er am Staatsarchiv Zürich als Archivar tätig, von 1958 an als Staatsarchivar und Vorstand. 
Von 1933 bis 1957 war er ausserdem Schriftleiter des Zürcher Taschenbuchs.  Schnyder bearbeitete u. a. mehrere Quelleneditionen zur Wirtschafts- und Sozialgeschichte der Stadt und des Kantons Zürich.

## Schriften
- Die Bevölkerung der Stadt und Landschaft Zürich vom 14. bis 17. Jahrhundert (= Schweizer Studien zur Geschichtswissenschaft, Bd. 14,1). Leemann, Zürich 1925 (= Dissertation. Universität Zürich).
- mit Paul Diepolder: Praktische Anleitungen: Das Pfarrarchiv. Die Pfarr-Chronik. Räber, Luzern 1933.
- Bearb., mit Hans Nabholz: Quellen zur Zürcher Zunftgeschichte. 13. Jahrhundert bis 1798; zur 600-Jahrfeier der Brunschen Zunftverfassung. Zwei Teile. Berichthaus, Zürich 1936.
- Wirtschaftsbeziehungen zwischen Schaffhausen und Zürich im Spätmittelalter. In: Schaffhauser Beiträge zur vaterländischen Geschichte, Bd. 14 (1937), S. 84–113.
- Bearb.: Quellen zur Zürcher Wirtschaftsgeschichte. Von den Anfängen bis 1500. Zwei Teile. Rascher, Zürich 1937.
- Mittelalterliche Zolltarife aus der Schweiz. In: Zeitschrift für schweizerische Geschichte, Bd. 18 (1938), S. 129–204.
- Die Sammlung der Zürcher Pfarrbücher im Staatsarchiv Zürich (= Verzeichnisse schweizerischer Kirchenbücher, Bd. 1). Siehl, Zürich 1940.
- Mitbearb.: Die Steuerbücher von Stadt und Landschaft Zürich des XIV. und XV. Jahrhunderts. Bde. 3–8. Beer, Zürich 1941–1958.
- Aus der Geschichte der Sarganser Eisen- und Stahlproduktion im Spätmittelalter. In: Zeitschrift für schweizerische Geschichte, Bd. 29 (1949), S. 387–392.
- Die Familie Rahn von Zürich. Schulthess, Zürich 1951.
- Mitautor: Geschichte der Gemeinde Wallisellen. Gemeindeverwaltung, Wallisellen 1952.
- Bearb.: Urkundenbuch der Stadt und Landschaft Zürich. Bd. 13, Nachtr. u. Ber. 2: Von den Anfängen bis 1336. Beer, Zürich 1957.
- Die Schicksale der Zürcher Zunftarchive. In: Dietrich W. H. Schwarz (Hrsg.): Archivalia et historica. Arbeiten aus dem Gebiet der Geschichte und des Archivwesens. [Festschrift für Anton Largiadèr, überreicht zum 65. Geburtstag am 17. Mai 1958 von Freunden, Kollegen und Schülern]. Berichthaus, Zürich 1958, S. 113–120.
- Bearb.: Die Zürcher Ratslisten 1225 bis 1798. Berichthaus, Zürich 1962.
- Bearb.: Urbare und Rödel der Stadt und Landschaft Zürich. Von den Anfängen bis 1336 (= Urkundenbuch der Stadt und Landschaft Zürich, Erg.-Bd. 1). Beer, Zürich 1963.
- Soziale Schichtung und Grundlagen der Vermögensbildung in den spätmittelalterlichen Städten der Eidgenossenschaft. In: Schaffhauer Beiträge zur vaterländischen Geschichte, Bd. 45 (1968), S. 230–245.
- Bearb.: Handel und Verkehr über die Bündner Pässe im Mittelalter zwischen Deutschland, der Schweiz und Oberitalien. Darstellung und Dokumente. Zwei Teile. Schulthess, Zürich 1973/1975.